# 下苏豪
下苏豪（匈牙利語：Alsószuha）是匈牙利包尔绍德-奥包乌伊-曾普伦州所辖的一个村。总面积22.42平方公里，总人口469，人口密度20.9人/平方公里（2011年1月1日）。